# Eschau
Eschau es una comuna de Francia del departamento del Bajo Rin (Bas-Rhin), en la región de Alsacia. Forma parte de la Comunidad urbana de Estrasburgo.
Situada a unos 10 km al sur de Estrasburgo, históricamente debe su desarrollo a la Abadía de Santa Sofía de Eschau